# Peru i olympiska sommarspelen 1976
Peru deltog med 13 deltagare vid de olympiska sommarspelen 1976 i Montréal. Ingen av landets deltagare erövrade någon medalj.